# Универзитет у Женеви
Универзитет у Женеви (Université de Genève, UNIGE) један је од најпрестижнијих јавних универзитета у Европи. Основан 1559. године од стране Жана Калвина, данас је познат по изузетним академским програмима, истраживањима и међународној сарадњи.  
UNIGE нуди широк спектар програма на основним, мастер и докторским студијама у областима као што су друштвене науке, право, природне науке, медицина, уметност и инжењеринг. Универзитет је посебно препознат по својим интердисциплинарним истраживачким центрима, који се баве актуелним темама попут одрживог развоја, биомедицине и људских права.  
Захваљујући блиским везама са међународним организацијама са седиштем у Женеви, као што су Уједињене нације (УН) и Светска здравствена организација (СЗО), студенти имају јединствене прилике за стицање практичног искуства и професионални развој.